# 王涛 (1959年)
王涛（1959年11月—），汉族，上海市人，中国共产党党员。中华人民共和国政治人物、第十三届全国人民代表大会甘肃省代表。

## 生平
2018年2月24日，王涛被选为甘肃省出席第十三届全国人民代表大会代表。